# Schuhada-al-Aqsa-Krankenhaus
Das Schuhada-al-Aqsa-Krankenhaus (arabisch مستشفى شهداء الأقصى الحكومي, DMG Mustašfā Šuhadāʾ al-Aqṣā al-ḥukūmī) ist ein Krankenhaus in Deir al-Balah, Gazastreifen, Palästina. Shuhada wurde 2001 gegründet. Im Jahr 2018 war es eines von fünfzehn öffentlichen Krankenhäusern im Gazastreifen.
Es wird vom UNRWA, dem Gesundheitsministerium und verschiedenen NGOs verwaltet. Bis vor kurzem versorgte das Krankenhaus jeden Monat schätzungsweise 18.000 Patienten. Nach Angaben des Gesundheitsministeriums gab es in der Notaufnahme des Krankenhauses über 11.000 Besuche. Im Jahr 2018 verfügte das Krankenhaus über 166 Betten.
Das Krankenhaus ist in den anhaltenden israelisch-palästinensischen Konflikt verwickelt und wurde sowohl Ziel von Angriffen der israelischen Streitkräfte als auch von deren Folgen in der Nähe.